# 空ちゃんのぼうし
『空ちゃんのぼうし』（そらちゃんのぼうし）は、たかなし♥しずえによる日本の漫画作品。
『なかよし』（講談社）にて1984年8月号から1985年7月号まで連載された。単行本は、同社のKCなかよしから1985年に全2巻が刊行。

## 概要
主人公の空にはある秘密があった。それを誰にも知られずに果たして守り通せるのかという話。
空は人間の姿をした猫であるが、それ以外にも犬や猫が登場している。また豚も登場しており、動物好きな作者らしい作品である。作品全体にほのぼのとした雰囲気が漂っているのが特徴。
『おはよう!スパンク』、『ほほえみZOOミング』と原作つきの作品が続いていたが、本作はたかなし♥しずえによるオリジナルストーリーである。

## あらすじ
雨宮家に、ある日空という名前の少女が突然降ってきた。空はもともと三毛猫であったが、コンテストで優勝したため、神様によって念願だった人間の姿になった。しかし、猫の耳はついたまま。もし猫であることを人間に知られてしまうと、神様によってもとの猫の姿に戻されてしまうため、気づかれないように帽子をかぶっていた。
まわりの人たちはいつも空が帽子をかぶっていることを不思議に思い、帽子を取らせようとするが失敗に終わる。そのうち、幹人という雨宮家の少年が空のことを好きになっていく。そして、空は自分が本当は猫であることをふとしたきっかけで彼に知られてしまう。その噂はやがて広まり、テレビ局の取材を受けることになった。ついに人前で帽子を取ることになった空だが、秘密を守り通せるのか……。

## 書誌情報
たかなし♥しずえ 『空ちゃんのぼうし』 講談社〈講談社コミックスなかよし〉
1. 1985年2月発行 ISBN 4-06-108490-9
2. 1985年11月発行 ISBN 4-06-178518-4